# 多洛米特 (加利福尼亞州)
多洛米特（英語：Dolomite）是位於美國加利福尼亞州因約縣的一個非建制地區。該地的面積和人口皆未知。

## 地理
多洛米特的座標為37°22′18″N 117°59′06″W / 37.37167°N 117.98500°W，而該地的平均海拔高度為1583米（即5194英尺）。